# تأثير غيبس-دونان

رسم تخطيطي لتوازن دونان على جانبي الغشاء الخلوي.

تأثير غيبس-دونان (بالإنجليزية: The Gibbs–Donnan effect)‏ (ويسمى كذلك تأثير دونان، قانون دونان، توازن دونان، أو توازن غيبس-دونان) هو اسمٌ لسلوك الجزيئات المشحونة (الأيونات) بالقرب من غشاء شبه منفذ والتي تخفق أحيانا في التوزع بالتساوي عبر جانبي الغشاء. السبب الرئيسي لذلك هو تواجد جزيئات مشحونة مختلفة غير قادرة على المرور عبر الغشاء وعليه تنشِؤُ هذه الجزيئات شحنة كهربائية. على سبيل المثال البروتينات الأنيونية في بلازما الدم ليست نافذة لجدران الشعيرات الدموية. لأن الكاتيونات الصغيرة منجنبة لكن غير مرتبطة بالبروتينات، تعبر الأنيونات الصغيرة جدران الشعيرات الدموية مبتعدة عن البروتينات الأنيونية بسهولة أكثر من الكاتيونات الصغيرة.
بعض الجزيئات الأيونية يمكنها العبور عبر الحواجز في حين لا تسطيع أخرى فعل ذلك. المحاليل يمكن أن تكون هلامية أو غروانية وكذلك محاليل الكهرل، ويمكن أن يلعب حد الطور بين الهلامات أو الهلام والسائل دور حاجز انتقائي. الجهد الكهربائي الناتج بين مثل هذين المحلولين يسمى جهد دونان.
سُميَ هذا التأثير باسم الفيزيائي الأمريكي جوزيه غيبس سنة 1878 والكيميائي البريطاني فريدريك ج. دونان الذي درسه تجريبيا سنة 1911. توازن دونان شائع في النموذج ثلاثي الأطوار للغضروف المفصلي كما اقتُرِح بواسطة مو ولي، وكذلك في خلايا الوقود الكهروكيميائية والغسيل الكلوي.
تأثير دونان هو ضغط إسموزي زائد منسوب إلى كاتيوناتٍ (Na+ و K+) مرتبطةٍ ببروتينات بلازمية منحلة.